# Заманов Ельмар Юрійович
Ельмар Юрійович Заманов (1936, с. Суботівка, Могилів-Подільський район, Вінницька область, Українська РСР, СРСР) — Голова Махачкалинського міськвиконкому (1981—1986). За національністю — лезгин.

## Біографія
Народився в 1936 році в селі Суботівка Вінницької області у сім'ї військовослужбовця Хаїрбека Заманова, який проходив у ті роки служби в Могилів-Польському УРі, закінчив МВТУ імені Баумана і Ростовську вищу партшколу. Трудову діяльність розпочав у 1960 році на заводі ім. Гаджиєва в Махачкалі, працював інженером-конструктором, головним конструктором, секретарем парткому, головним інженером підприємства. У 1975 році висунутий на партійну роботу, обраний другим секретарем Махачкалинського міськкому партії. З 1981 по 1986 роки обіймав посаду голови Махачкалинського міськвиконкому. Нагороджений орденом «Знак Пошани», медалями «За трудову доблесть», «Ветеран праці».